# Токио Индор
Токио Индор (на английски: Tokyo Indoor) е турнир по тенис за мъже, провеждан в Токио, Япония.

## История
Турнирът е създаден през 1966 г., но има периоди, в които не се провежда. От 1978 до 1989 г. е част от Гран При Тенис Тур и част от Гран При Супер Серии, предшественици на Мастърс 1000, от 1978 до 1988 г. Става част от ATP Шампионски серии между 1990 и 1995 г. Турнирът се провежда на закрити кортове с килим. Турнирът е известен с това, че предлага високи наградни фондове спрямо другите турнири.

## Победители
| Година | Шампион                 | Финалист                | Резултат                |
| ------ | ----------------------- | ----------------------- | ----------------------- |
| 1995   | Майкъл Ченг             | Марк Филипусис          | 6 – 3, 6 – 4            |
| 1994   | Горан Иванишевич        | Майкъл Ченг             | 6 – 4, 6 – 4            |
| 1993   | Иван Лендъл             | Тод Мартин              | 6 – 4, 6 – 4            |
| 1992   | Иван Лендъл             | Хенрик Холм             | 7 – 6, 6 – 4            |
| 1991   | Стефан Едберг           | Дерик Ростаньо          | 6 – 3, 1 – 6, 6 – 2     |
| 1990   | Иван Лендъл             | Борис Бекер             | 4 – 6, 6 – 3, 7 – 6     |
| 1989   | Аарон Крикстейн         | Карл-Уве Щеб            | 6 – 2, 6 – 2            |
| 1988   | Борис Бекер             | Джон Фицджералд         | 7 – 6, 6 – 4            |
| 1987   | Стефан Едберг           | Иван Лендъл             | 6 – 7, 6 – 4, 6 – 4     |
| 1986   | Борис Бекер             | Стефан Едберг           | 7 – 6, 6 – 1            |
| 1985   | Иван Лендъл             | Матс Виландер           | 6 – 0, 6 – 4            |
| 1984   | Джими Конърс            | Иван Лендъл             | 6 – 4, 3 – 6, 6 – 0     |
| 1983   | Иван Лендъл             | Скот Дейвис             | 3 – 6, 6 – 3, 6 – 4     |
| 1982   | Джон Макенроу           | Питър Макнамара         | 7 – 6, 7 – 5            |
| 1981   | Винсент Ван Патен       | Марк Едмъндсън          | 6 – 2, 3 – 6, 6 – 3     |
| 1980   | Джими Конърс            | Том Гъликсън            | 6 – 1, 6 – 2            |
| 1979   | Бьорн Борг              | Джими Конърс            | 6 – 2, 6 – 2            |
| 1978   | Бьорн Борг              | Брайън Тичър            | 6 – 3, 6 – 4            |
| 1977   | Турнирът на се провежда | Турнирът на се провежда | Турнирът на се провежда |
| 1976   | Турнирът на се провежда | Турнирът на се провежда | Турнирът на се провежда |
| 1975   | Турнирът на се провежда | Турнирът на се провежда | Турнирът на се провежда |
| 1974   | Турнирът на се провежда | Турнирът на се провежда | Турнирът на се провежда |
| 1973   | Турнирът на се провежда | Турнирът на се провежда | Турнирът на се провежда |
| 1972   | Турнирът на се провежда | Турнирът на се провежда | Турнирът на се провежда |
| 1971   | Йън Флечър              | Такеши Кура             | 7 – 5, 6 – 4            |
| 1970   | Таширо Сакай            | Йън Флечър              | 6 – 2, 6 – 3            |
| 1969   | Джон Бартлет            | Ичизо Кониши            | 6 – 3, 6 – 3            |
| 1968   | Турнирът на се провежда | Турнирът на се провежда | Турнирът на се провежда |
| 1967   | Турнирът на се провежда | Турнирът на се провежда | Турнирът на се провежда |
| 1966   | Ишигуру Осама           | Кейшиоро Янаги          | 4 – 6, 6 – 4, 6 – 0     |